# Limnoria bacescui
Limnoria bacescui là một loài chân đều trong họ Limnoriidae. Loài này được Ortiz & Lalana miêu tả khoa học năm 1988.